# NAC 배지
NAC(naldixic acid cetrimide) 배지란 녹농균의 선택분리 및 감별을 목적으로 한 배지이다.

## 특성
1954년 Lowbury 등은 세트리마이드(Cetyl trimethyl ammoniumbromide)를 함유한 녹농균의 선택배지를 고안했다. 1970년에는 여기에 나리딕신산을 가해 선택성을 강화하고 색소산생도 양호한 배지로 개량되었다. 녹농균은 이 배지에서 양호하게 발육해서 황록색에서 청색으로 보이는 색소를 생성하는데, 다른 균종은 거의 발육하지 않기 때문에 잠균의 오염이 높은 재료로부터의 분리용으로서 상용된다.

## 같이 보기
- 배지
- 녹농균